# گلباد
گُلباد صفحهٔ مدوری است بر روی قطب‌نماهای ساده که به ۳۶۰ درجه تقسیم شده است؛ نوع بزرگ این صفحه روی سطح صاف فرودگاه‌ها رسم می‌شود تا قطب‌نماهای هواگَرد را با آن تنظیم کنند.

## نگارخانه